# سیارک ۱۹۲۷
سیارک ۱۹۲۷ (به انگلیسی: 1927 Suvanto، نامگذاری:1936FP) هزار و نهصد و بیست و هفتمین سیارک کشف شده‌است که در ۱۸ مارس ۱۹۳۶ کشف شد.
قدر مطلق سیارک برابر ۱۱٫۶۰ است.